# Hybosida lesserti
Hybosida lesserti is een spinnensoort uit de familie Palpimanidae. De soort komt voor in het oosten van Afrika.